# Filtro lento de areia

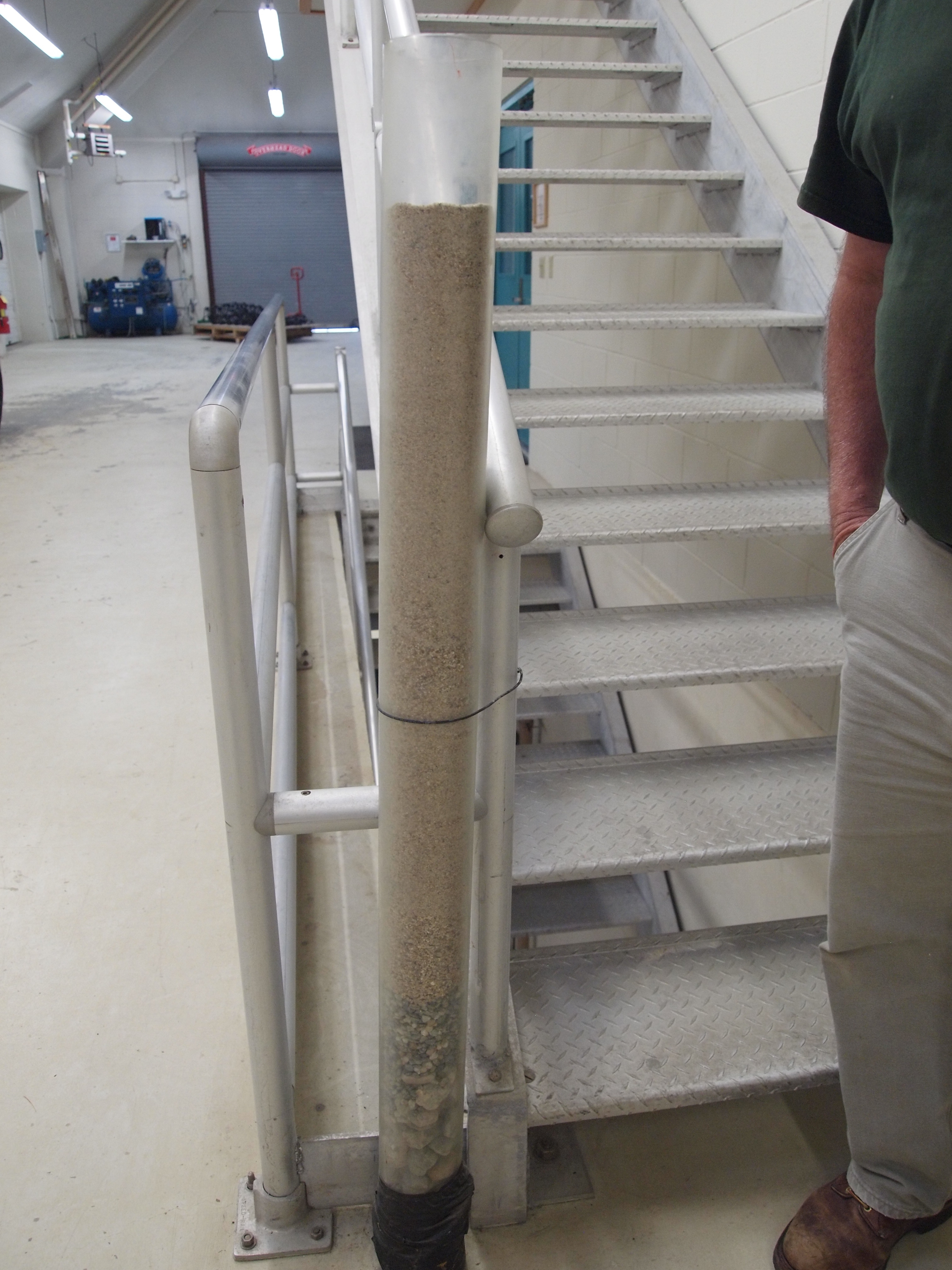
Filtro lento de areia

Os filtros lentos de areia são usados na purificação de água para tratar água bruta para produzir um produto potável. Eles têm normalmente 1 a 2 metros de profundidade, podem ser retangulares ou cilíndricos em secção transversal e são usados principalmente para tratar águas superficiais. O comprimento e a largura dos tanques são determinados pela vazão desejada para os filtros, que normalmente têm uma taxa de carregamento de 200−400 litros (199,6 000 m3) por metro quadrado por hora.
Os filtros lentos de areia diferem de todos os outros filtros usados para tratar água potável porque funcionam usando um biofilme complexo que cresce naturalmente na superfície da areia. A areia em si não desempenha nenhuma função de filtração, mas simplesmente atua como substrato, ao contrário das suas contrapartes para tratamentos ultravioleta e pressurizados. Embora sejam frequentemente tecnologia preferida em muitos países em desenvolvimento devido aos seus baixos requisitos energéticos e desempenho robusto, também são utilizados para tratar água em alguns países desenvolvidos, como o Reino Unido, onde são utilizados para tratar a água fornecida a Londres. Filtros lentos de areia agora também estão a ser testados para controle de patógenos em soluções nutritivas em sistemas hidropónicos.

## História

Mapa original de John Snow mostrando os grupos de casos de cólera na epidemia de Londres de 1854.

O primeiro uso documentado de filtros de areia para purificar o abastecimento de água data de 1804, quando o proprietário de uma branqueadora em Paisley, na Escócia, John Gibb, instalou um filtro experimental criado pelo engenheiro Robert Thom, vendendo ao público o seu excedente indesejado. Este método foi refinado nas duas décadas seguintes por engenheiros que trabalhavam para empresas privadas de água e culminou no primeiro abastecimento público de água tratada do mundo, instalado pelo engenheiro James Simpson para a Chelsea Waterworks Company em Londres em 1829. Esta instalação forneceu água filtrada para todos os residentes da área, e o projeto da rede foi amplamente copiado em todo o Reino Unido nas décadas seguintes.
A prática do tratamento de água logo tornou-se popular, e as virtudes do sistema tornaram-se claramente aparentes após as investigações do médico John Snow durante o surto de cólera de 1854 na Broad Street. Snow era cético em relação à teoria do miasma então dominante, que afirmava que as doenças eram causadas por "maus ares" nocivos. Embora a teoria dos germes das doenças ainda não tivesse sido desenvolvida, as observações de Snow levaram-no a desconsiderar a teoria predominante. O seu ensaio de 1855, Sobre o modo de comunicação do cólera, demonstrou conclusivamente o papel do abastecimento de água na propagação da epidemia de cólera no Soho, com o uso de um mapa de distribuição de pontos e provas estatísticas para ilustrar a conexão entre a qualidade da origem da água e casos de cólera. Os seus dados convenceram o conselho local a desativar a bomba de água, o que prontamente pôs fim ao surto.
A Lei da Água da Metrópole de 1852 introduziu pela primeira vez a regulamentação das empresas de abastecimento de água em Londres, incluindo pela primeira vez padrões mínimos de qualidade da água. A Lei "previa a garantia do abastecimento de água pura e saudável à Metrópole" e exigia que toda a água fosse "efetivamente filtrada" a partir de 31 de dezembro de 1855. Isto foi seguido por legislação para a inspeção obrigatória da qualidade da água, incluindo análises químicas abrangentes, em 1858. Esta legislação estabeleceu um precedente mundial para intervenções estatais de saúde pública semelhantes em toda a Europa. A Comissão Metropolitana de Esgotos foi formada ao mesmo tempo, a filtragem de água foi adotada em todo o país e novas fontes de água no Tâmisa foram estabelecidas acima da eclusa de Teddington.
O tratamento de água chegou aos Estados Unidos em 1872, quando Poughkeepsie, Nova Iorque, abriu a primeira central de filtração lenta de areia, reduzindo drasticamente os casos de cólera e febre tifoide que vinham a impactar seriamente a comunidade local. Os critérios de projeto de Poughkeepsie foram usados em todo o país como modelo para outros municípios. A instalação de tratamento original de Poughkeepsie funcionou continuamente durante 87 anos antes de ser substituída em 1959.

## Método de operação

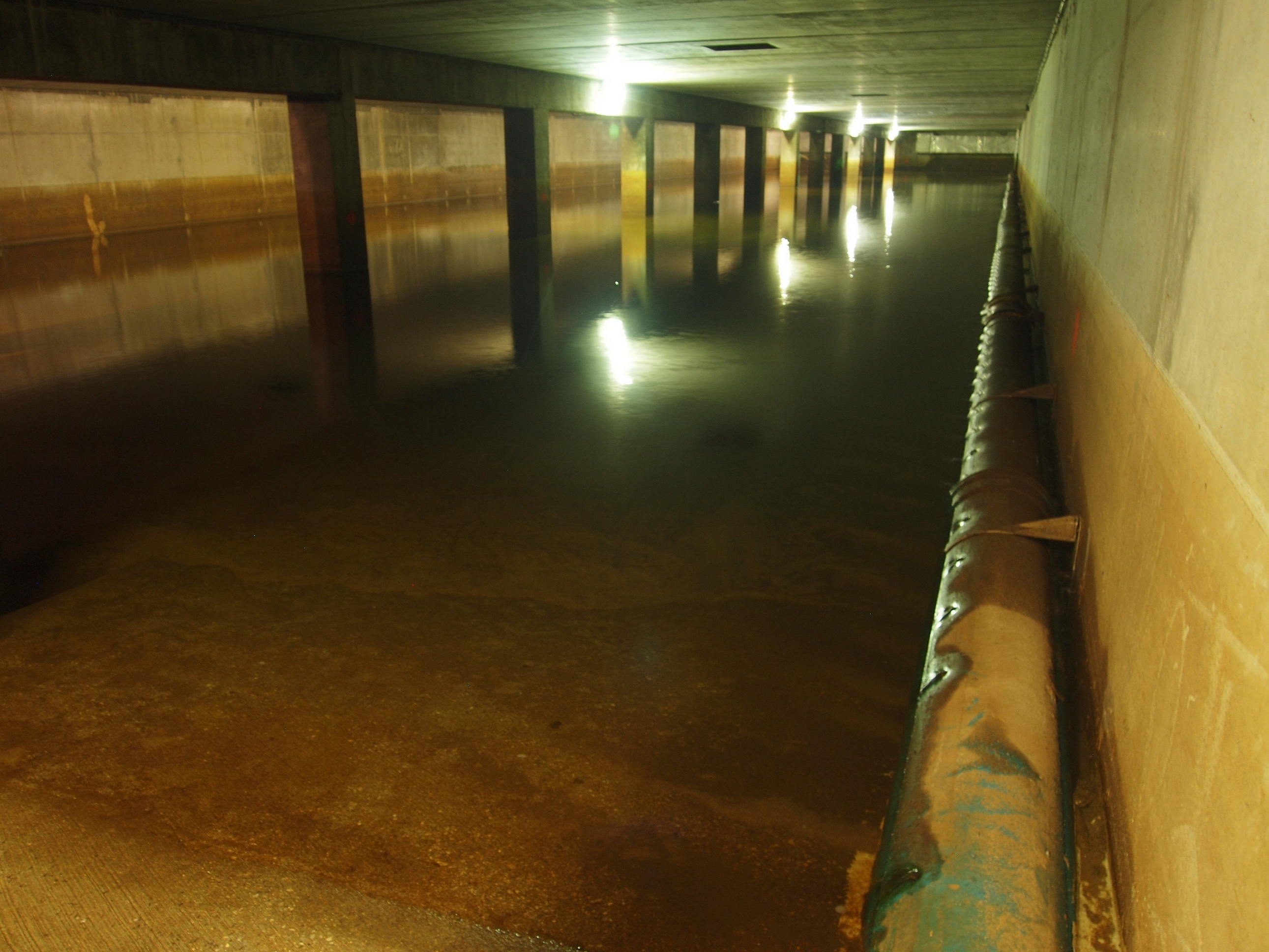
A água não tratada entra lentamente na sala do filtro pelo tubo à direita. A água passará pelas camadas de areia até o fundo desta sala. A camada Schmutzdecke pode ser observada nesta imagem.

Os filtros lentos de areia funcionam através da formação de uma camada gelatinosa (ou biofilme) chamada camada hipógea ou Schmutzdecke nos primeiros milímetros da camada de areia fina. A Schmutzdecke é formada nos primeiros 10–20 dias de operação e consiste em bactérias, fungos, protozoários, rotíferos e uma variedade de larvas de insetos aquáticos. À medida que um biofilme epígeo envelhece, mais algas tendem a desenvolver-se e organismos aquáticos maiores podem estar presentes, incluindo alguns briozoários, caracóis e vermes anelídeos. O biofilme superficial é a camada que proporciona a purificação eficaz no tratamento de água potável, sendo a areia subjacente o meio de suporte para esta camada de tratamento biológico. À medida que a água passa através da camada hipógea, partículas de matéria estranha ficam presas na matriz mucilaginosa e o material orgânico solúvel é adsorvido. Os contaminantes são metabolizados por bactérias, fungos e protozoários. A água produzida a partir de um filtro lento de areia exemplar é de excelente qualidade, com redução de 90–99% na contagem de células bacterianas.
Os filtros lentos de areia perdem lentamente o seu desempenho à medida que o biofilme engrossa e, assim, reduz a taxa de fluxo através do filtro. Eventualmente, é necessário reformar o filtro. Dois métodos são habitualmente usados para fazer isso. No primeiro, os primeiros milímetros de areia fina são raspados para expor uma nova camada de areia limpa. A água é então decantada de volta para o filtro e recirculada por algumas horas para permitir o desenvolvimento de um novo biofilme. O filtro é então cheio até o volume máximo e colocado novamente em serviço. O segundo método, às vezes chamado de gradagem húmida, envolve baixar o nível da água até um pouco acima da camada hipógea, mexendo a areia; precipitando assim quaisquer sólidos retidos nessa camada e permitindo que a água restante lave a areia. A coluna do filtro é então preenchida até à sua capacidade total e colocada novamente em serviço. A gradagem húmida pode permitir que o filtro volte a funcionar mais rapidamente.

## Características

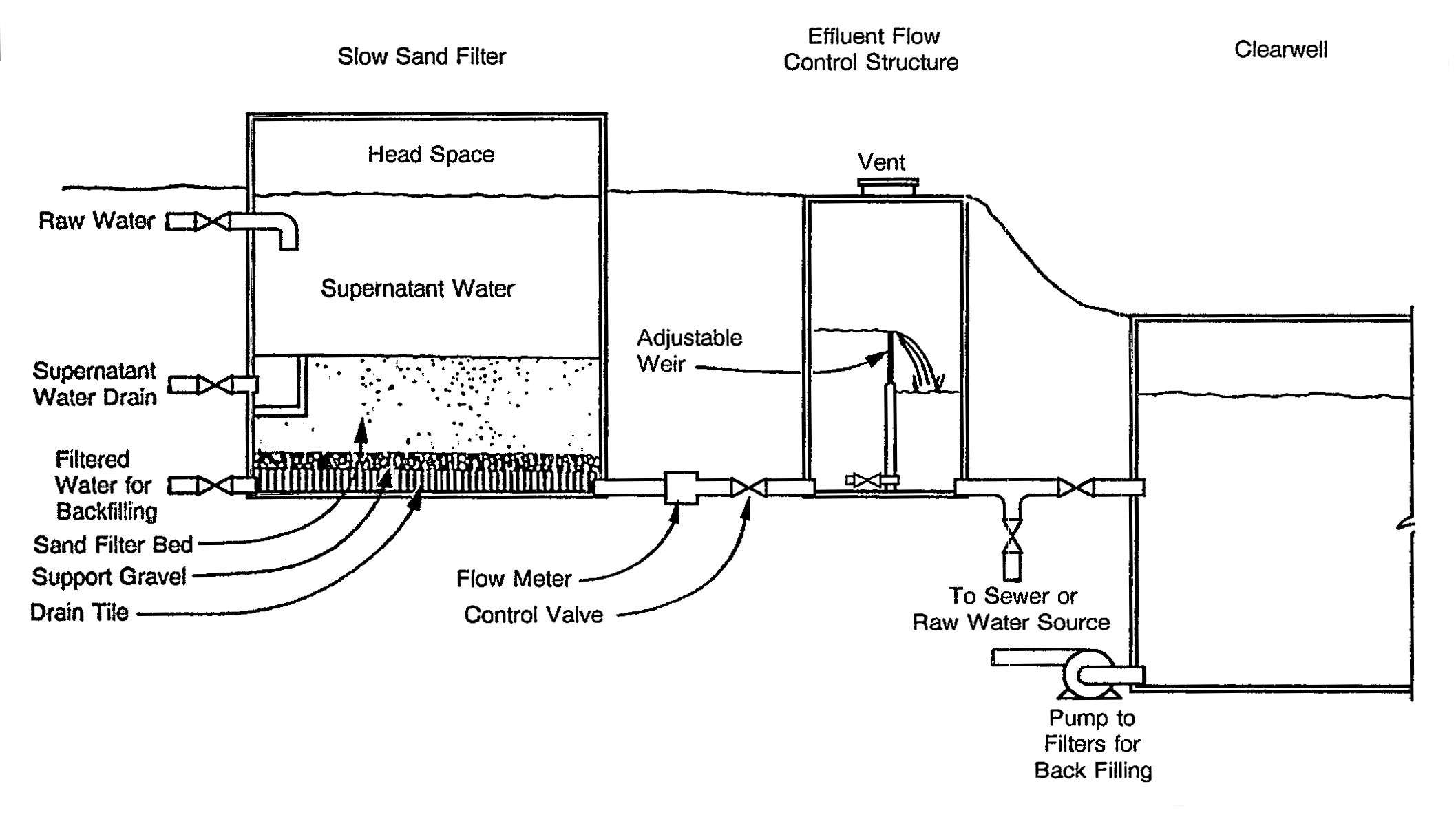
Configuração típica de um sistema de filtro lento de areia alojado

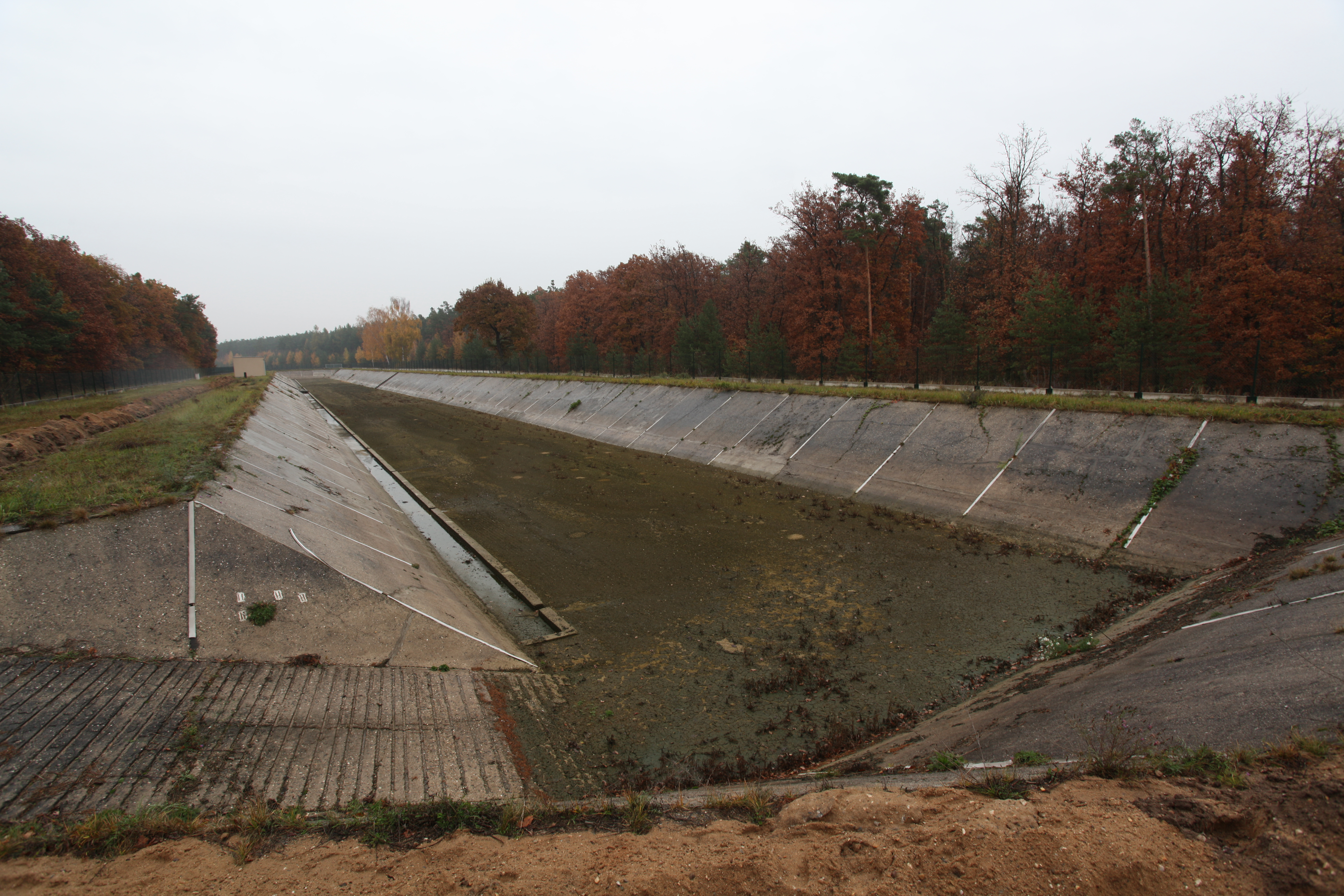
A infiltração artificial funciona segundo os princípios dos filtros lentos de areia

Os filtros lentos de areia têm uma série de qualidades únicas:
1. Ao contrário de outros métodos de filtração, os filtros lentos de areia utilizam processos biológicos para limpar a água e são sistemas não pressurizados. Filtros lentos de areia não requerem produtos químicos ou eletricidade para funcionar.
2. A limpeza é tradicionalmente feita com o uso de um raspador mecânico, que geralmente é inserido no leito do filtro assim que o leito estiver seco. No entanto, alguns operadores de filtros lentos de areia usam um método chamado "gradagem húmida", onde a areia é raspada ainda debaixo de água e a água usada para limpeza é drenada para o lixo.
3. Para os sistemas municipais existe normalmente um certo grau de redundância, uma vez que é desejável que o caudal máximo de água necessário seja alcançável com um ou mais leitos fora de serviço.
4. Os filtros lentos de areia requerem níveis de  turbidez relativamente baixos para funcionarem de forma eficiente. Em condições de verão com elevada atividade microbiana e em condições em que a água bruta é turva, o cegamento dos filtros devido a bioentupimento ocorre mais rapidamente e é recomendado o pré-tratamento.
5. Ao contrário de outras tecnologias de filtragem de água que produzem água sob procura, os filtros lentos de areia produzem água a uma velocidade de fluxo lenta e constante, e geralmente são usados em conjunto com um tanque de armazenamento para uso máximo. Esta taxa lenta é necessária para o desenvolvimento saudável dos processos biológicos no filtro.[11] :38–41[12]

Embora muitas estações municipais e tratamento de água tenham 12 ou mais leitos em uso ao mesmo tempo, comunidades ou famílias menores podem ter apenas um ou dois leitos filtrantes.
Na base de cada leito há uma série de ralos em forma de espinha de peixe que são cobertos por uma camada de seixos que por sua vez é coberta por cascalho grosso. Outras camadas de areia são colocadas no topo, seguidas por uma espessa camada de areia fina. Toda a profundidade do material do filtro pode ter mais de 1 metro de profundidade, a maioria dos quais será material de areia fina. No topo do leito de areia existe uma camada sobrenadante de água não purificada.

## Vantagens
- Como exigem pouca ou nenhuma energia mecânica, produtos químicos ou peças substituíveis, e exigem treinamento mínimo do operador e apenas manutenção periódica, são frequentemente uma tecnologia apropriada para áreas pobres e isoladas.
- Filtros lentos de areia, devido ao seu design simples, podem ser criados faça você mesmo. Filtros de areia lentos faça você mesmo têm sido usados por organizações como a Tearfund na República Democrática do Congo e em outros países para ajudar os pobres.[13]
- Os filtros lentos de areia são reconhecidos pela Organização Mundial da Saúde, pela Oxfam, e pela Agência de Proteção Ambiental dos Estados Unidos como sendo uma tecnologia superior para o tratamento de fontes de água superficiais em pequenos sistemas de água. De acordo com a Organização Mundial da Saúde, “em circunstâncias adequadas, a filtração lenta de areia pode ser não apenas o método mais barato e simples, mas também o mais eficiente de tratamento de água”.[14][15][16]

## Desvantagens
- Devido à baixa taxa de filtração, os filtros lentos de areia requerem uma extensa área de terreno para um grande sistema municipal.[11] Muitos sistemas municipais nos EUA utilizaram inicialmente filtros lentos de areia, mas à medida que as cidades cresceram, e devido à sua necessidade de tratar águas de origem de elevada turbidez, instalaram posteriormente filtros  rápidos de areia, devido ao aumento da procura de água potável.[17]